# Kovačević
Kovačević (serbokroatisch-kyrillisch Ковачевић) ist ein kroatischer, serbischer und bosnischer Familienname. Die slowenische Version ist Kovačevič.

## Namensträger
- Aleksa Kovačević (Leichtathlet) (1910–1979), jugoslawischer Leichtathlet
- Aleksa Kovačević (Basketballspieler) (* 2002), serbisch-deutscher Basketballspieler
- Aleksandar Kovačević (Leichtathlet) (1910–1979), jugoslawischer Kugelstoßer
- Aleksandar Kovačević (Schachspieler) (* 1974), serbischer Schachspieler
- Aleksandar Kovačević (Fußballspieler) (* 1992), serbischer Fußballspieler
- Aleksandar Kovacevic (Tennisspieler) (* 1998), US-amerikanischer Tennisspieler
- Antonijo Kovačević (* 1987), kroatischer Handballspieler
- Barbara Kovacevic-Sattler (* 1948), österreichische Kanutin
- Biljana Kovačević-Vučo (1952–2010), serbische Menschenrechtlerin und Anwältin
- Blažimir Kovačević (* 1975), kroatischer Schachspieler
- Bozo Kovacevic (* 1979), österreichischer Fußballspieler
- Christian Kovacevic (* 1983), österreichischer Politiker (SPÖ)
- Damjan Kovacevic (* 2004), österreichischer Fußballspieler
- Danijel Kovačević (* 1978), kroatischer Fußballspieler
- Dejan Kovačević (* 1996), deutscher Basketballspieler
- Denis Kovačević (* 2002), bosnisch-österreichischer Fußballspieler
- Darko Kovačević (* 1973), serbischer Fußballspieler
- Dino Kovacevic (* 1999), österreichischer Fußballspieler
- Dušan Kovačević (* 1948), serbischer Dramatiker, Drehbuchautor, Regisseur und Diplomat
- Ema Kovacevic (* 2006), belgische Tennisspielerin
- Goran Kovačević (Musiker, 1955), bosnischer Musiker
- Goran Kovačević (Musiker, 1971), Schweizer Musiker
- Hrvoje Kovačević (* 1986), kroatischer Basketballspieler
- Ivana Kovačević (* 1994), serbische Skilangläuferin
- Jovan Kovačević (* 1970), serbischer Handballspieler und -trainer
- Jovana Kovačević, Geburtsname von Jovana Skrobić (* 1996), serbische Handballspielerin
- Krešimir Kovačević (* 1994), kroatischer Fußballspieler
- Lidija Kovačević (* 1963), jugoslawische Schauspielerin
- Marijan Kovačević (* 1973), kroatischer Fußballspieler
- Marijana Kovačević (* 1978), kroatische Tennisspielerin
- Marjan Kovačević (* 1957), serbischer Schachkomponist
- Marko Kovačević (* 1985), serbischer Eishockeyspieler
- Mersad Kovačević (* 1956), jugoslawischer Fußballspieler
- Nenad Kovačević (* 1980), serbischer Fußballspieler
- Nikola Kovačević (* 1983), serbischer Volleyballspieler
- Oliver Kovačević (* 1974), serbischer Fußballspieler
- Predrag Kovačević (* 1982), serbischer Boxer
- Radomir Kovačević (1954–2006), jugoslawischer Judoka
- Sabahudin Kovačevič (* 1986), slowenischer Eishockeyspieler
- Saša Kovačević (* 1985), serbischer Sänger
- Saša Kovačević (Fußballspieler) (* 1973), serbischer Fußballspieler
- Sava Kovačević (1905–1943), jugoslawischer Partisan und Widerstandskämpfer
- Stjepan Kovačević (1841–1913), Politiker und Minister
- Uroš Kovačević (* 1993), serbischer Volleyballspieler
- Vladan Kovačević (* 1998), bosnischer Fußballspieler
- Vladimir Kovačević (Fußballspieler, 1940) (Vladica Kovačević; 1940–2016), jugoslawischer Fußballspieler
- Vladimir Kovačević (Offizier) (* 1961), montenegrinischer Offizier
- Vladimir Kovačević (Fußballspieler, 1992) (* 1992), serbischer Fußballspieler
- Vlatko Kovačević (Vladimir Kovačević; * 1942), kroatischer Schachspieler
- Živorad Kovačević (1930–2011), jugoslawischer Politiker und Diplomat